# 达纳基勒洼地

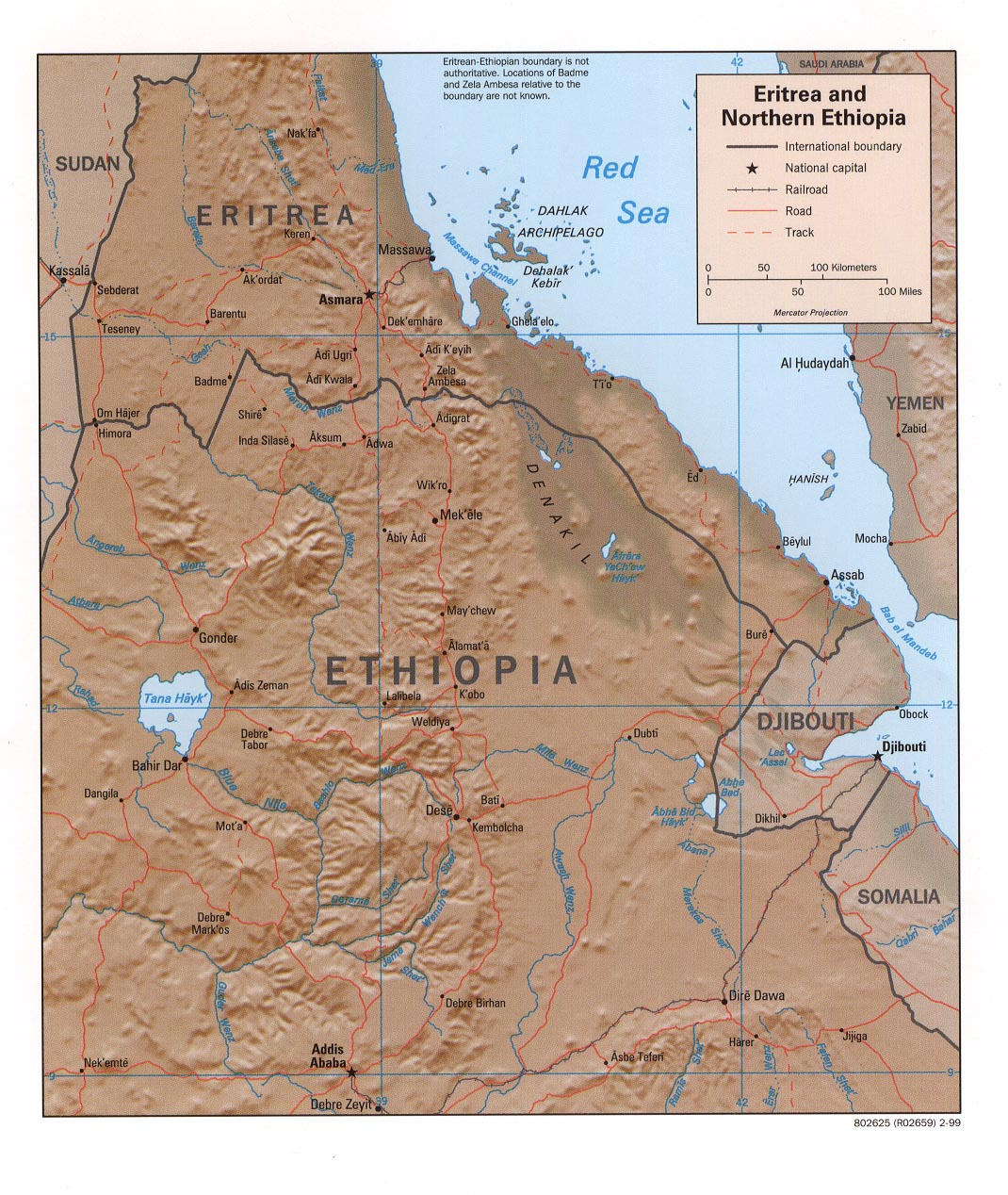
厄立特里亚和埃塞俄比亚北部地区，达纳基勒（Denakil）位于地图中部深色区域。

达纳基勒洼地（英語：Danakil Depression）位于东非大裂谷阿法尔三角的北部，地跨埃塞俄比亚和厄立特里亚两国，主要位于埃塞俄比亚阿法尔州境内。洼地最低点高程在海平面以下110米，整个地区以每年1～2厘米的速度被不断撕裂并下沉。该地是地球上最酷热的地方之一。该地区富有盐，当地土著阿法尔人很早就以采盐为生。

## 地質
達納基爾窪地位於三個構造板塊的三叉汇接区處，具有複雜的地質歷史。由於非洲和亞洲的分離導致地殼裂谷和火山活動的發生。侵蝕、海水淹沒、地面升降等因素共同促成這片低地的形成。沉積岩如砂岩和石灰岩被玄武岩不整合地覆蓋，而玄武岩的形成則是由於大規模的熔岩流動所致。

### IUGS地質遺產地點
由於其展示「透過構造運動與火山活動，在極端蒸發岩乾旱環境中見證海洋的持續誕生」，國際地質科學聯盟（IUGS）將「達納基爾裂谷凹地及其火山活動」納入其於2022年10月公布的全球100處「地質遺產地點」之一。該組織將IUGS地質遺產地點定義為「具有國際科學意義的地質要素和/或過程的重要地點，可作為參考，並且在地質科學的發展歷史中有重大貢獻。」

## 位置
达纳基勒洼地是一片大約200公里長、50公里寬的平原，位於衣索比亞阿法尔州的北部，接近衣索比亞與厄利垂亞的邊界。該地區約低於海平面125公尺，其西側毗鄰衣索比亞高原，東側則是達納基爾山脈，山脈之外即為紅海。
該地區常被稱為人類的搖籃；1974年，唐納德·喬翰森（Donald Johanson）及其同事發現了著名的「阿法南方古猿」（Australopithecus afarensis）化石「露西」（Lucy），經鑑定已有320萬年的歷史，並且在此地還發現許多其他古人類的化石。這促使許多古生物學家提出，人類物種可能最早是在此地區演化而來。

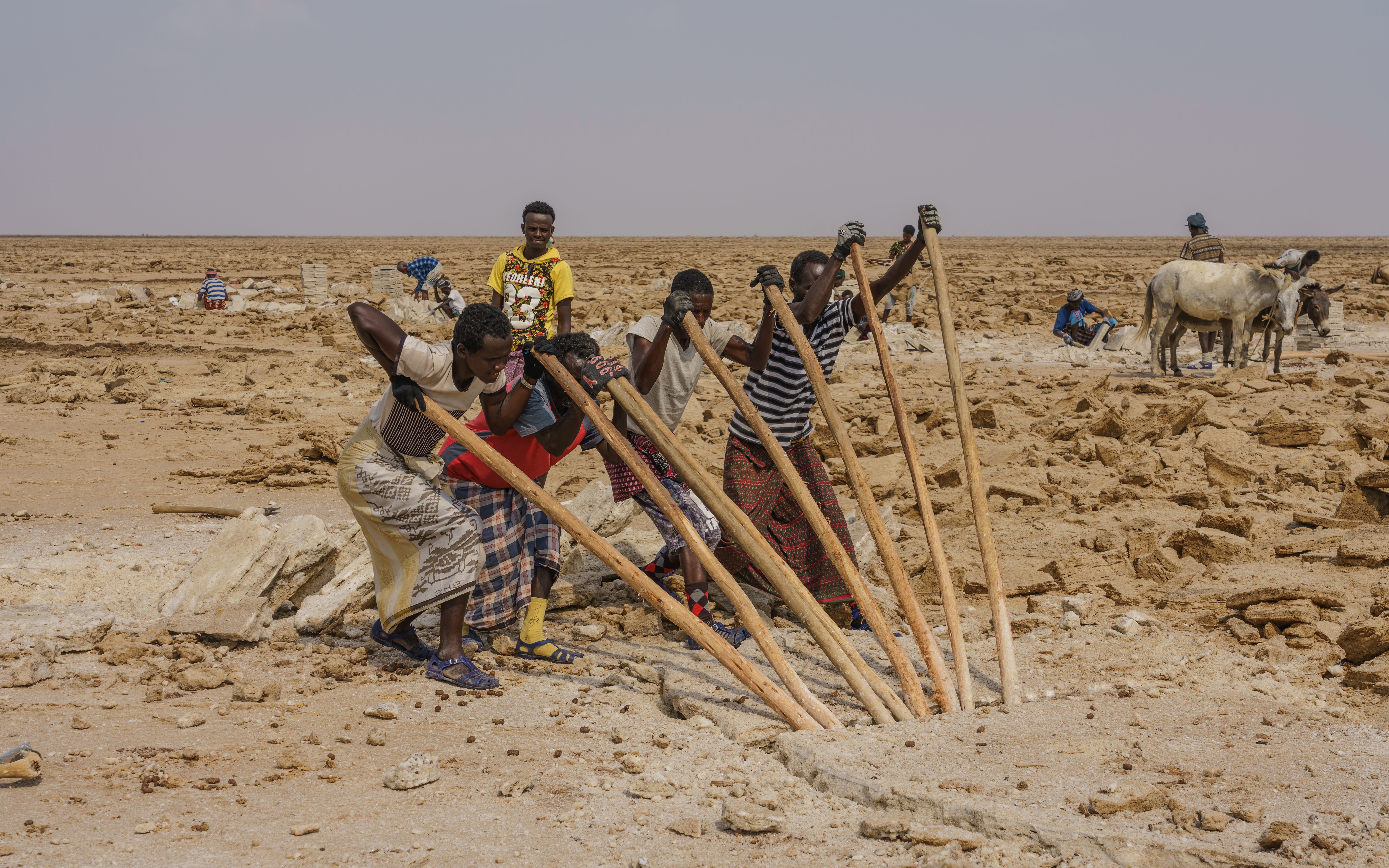
阿法尔人在阿萨拉湖采盐
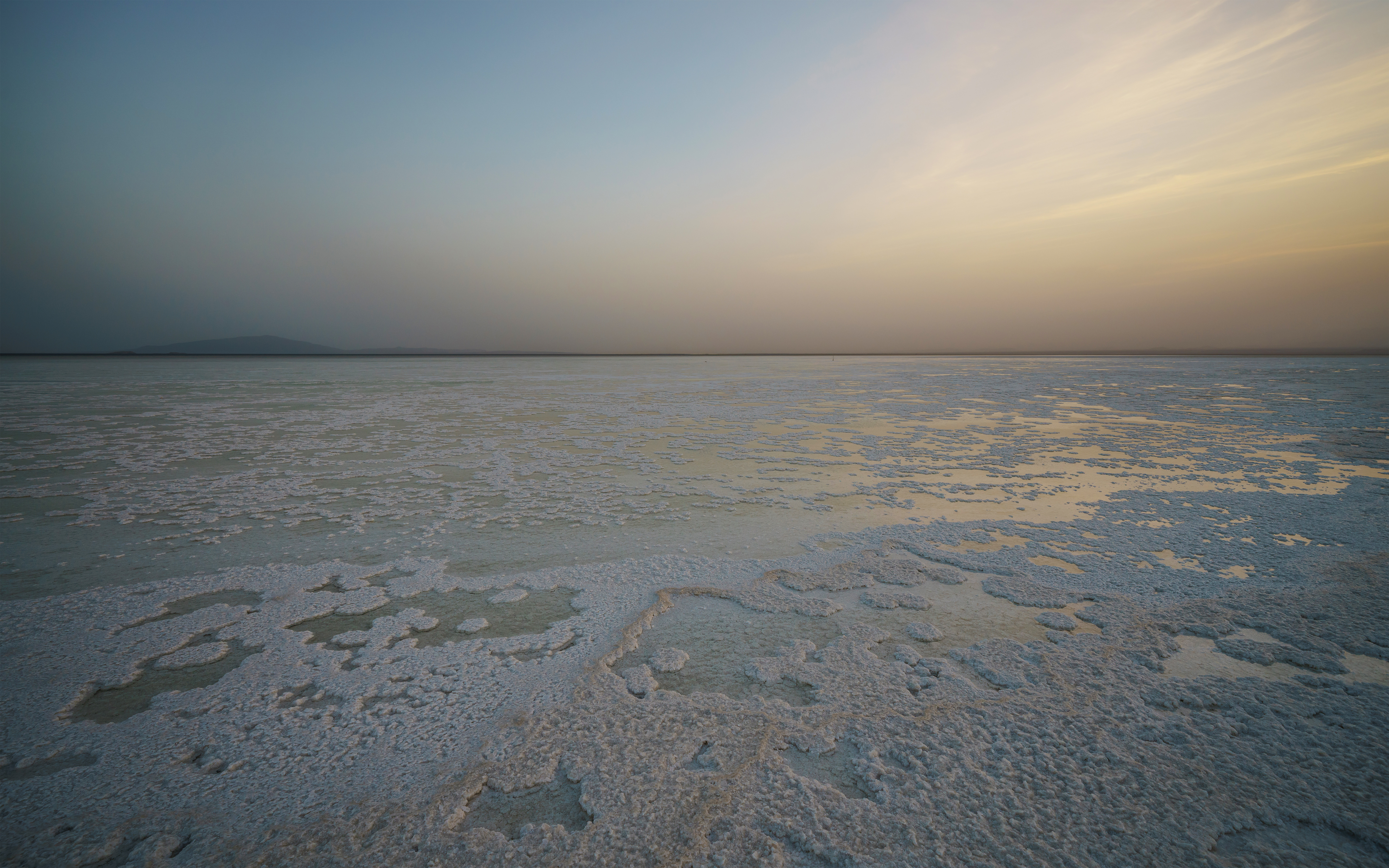
阿萨拉湖的盐灘
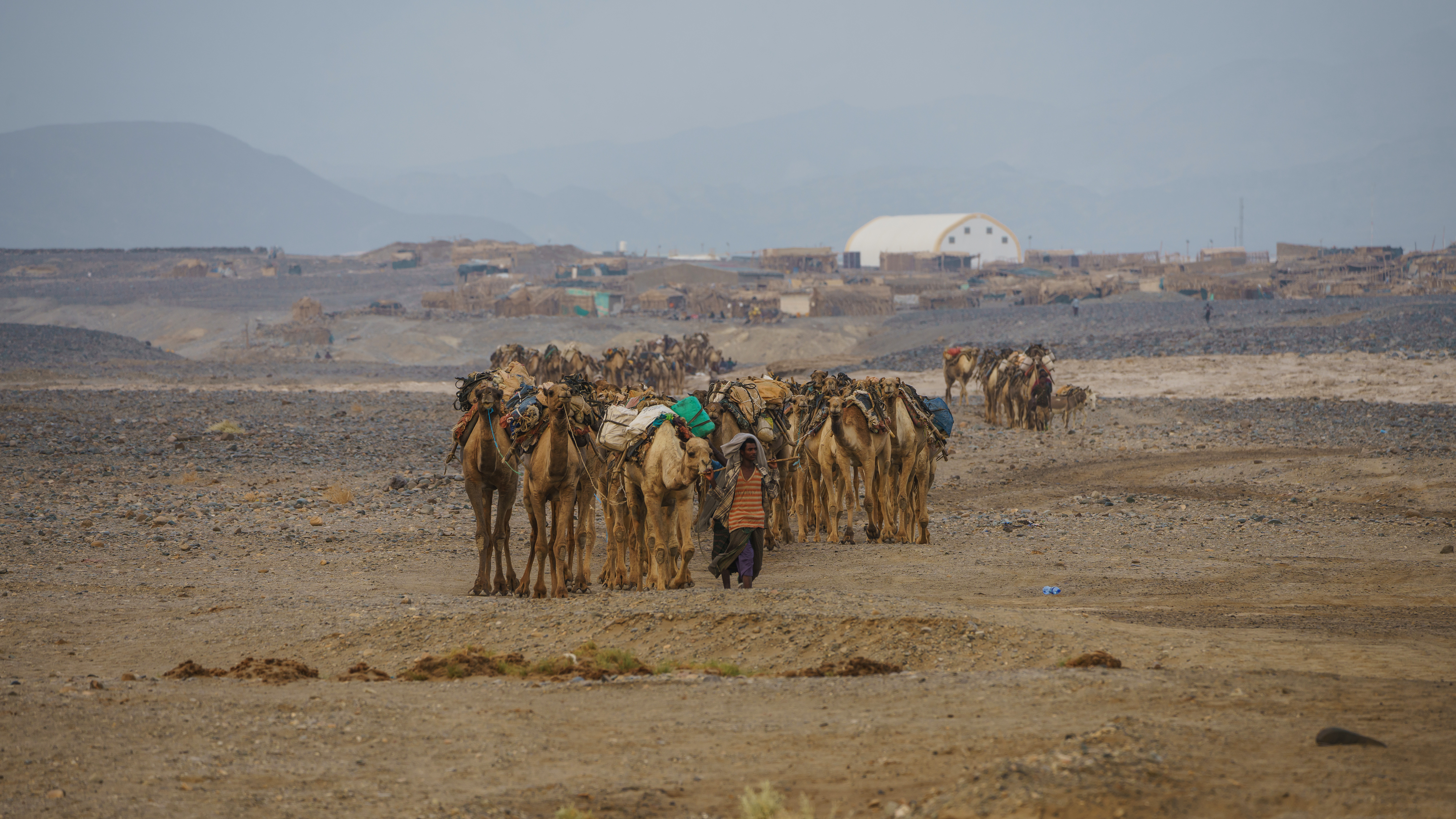
达纳基勒洼地驮盐的骆驼商队
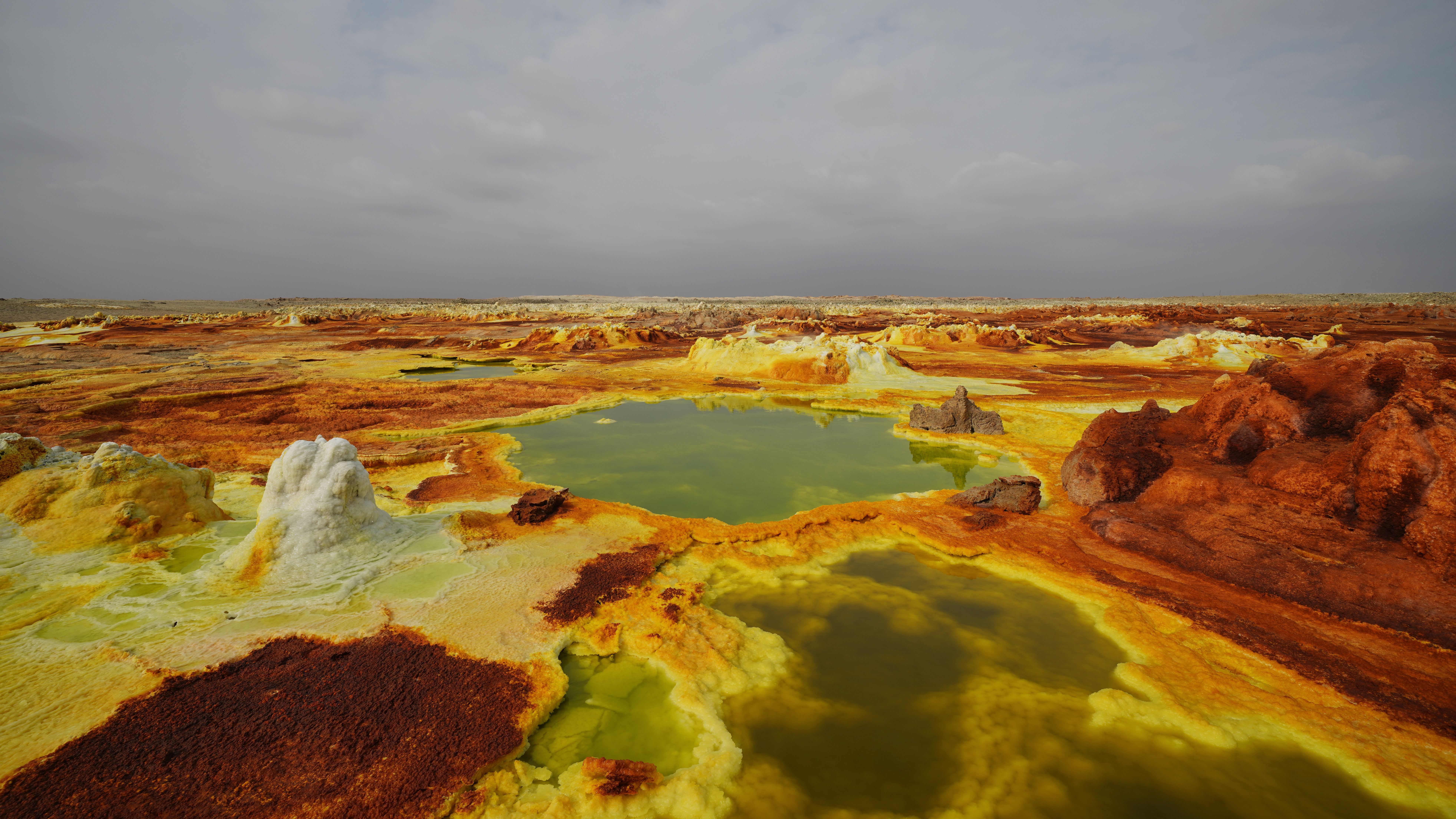
达纳基勒洼地凹陷的温泉

14°14′30″N 40°18′00″E / 14.2417°N 40.3°E